# سلمات أبو البنات
سلمات أبو البنات هو مسلسل درامي اجتماعي مغربي من إخراج هشام الجباري سنة 2020، وبطولة كل من محمد خيي، والسعدية لديب، وجيهان كيداري، وسلمى صلاح الدين، وفاطمة الزهراء بلدي. عُرض المسلسل في خمسة مواسم على قناة إم بي سي 5 ولاقى نجاحًا جماهيريًا كبيرًا. ويحكي المسلسل قصة أربع شقيقات يدخلن في صراعات كبيرة في المجتمع، ومحاولات والدهن لحمايتهن.

## قصة المسلسل
تدور أحداث المسلسل حول «المختار سلمات» الذي عمل طوال حياته مُراقبا بالسكك الحديدية ثم يُحال للتقاعد، وخلال سنوات عمله كان بعيدًا عن مُتابعة أحوال أسرته على الرغم من أنه أب لثلاث بنات، وبعد تفرغه يُحاول أن يقترب من حياتهن ولكنه يكتشف أن غيابه لسنوات طويلة قد غير الكثير من الأفكار والعادات، خصوصاً عندما يبدأ الاستعداد لزفاف بناته، وتتوالى بذلك الأحداث.

## طاقم التمثيل
- محمد خيي بدور المختار سلمات
- السعدية لديب بدور لطيفة
- جيهان كيداري بدور ثريا
- سلمى صلاح الدين بدور نسرين
- فاطمة الزهراء بلدي بدور أمل
- عمر لطفي بدور يوسف
- حمزة الطاهري بدور عمر
- هاشم البسطاوي بدور سفيان
- بشرى أهريش بدور حناتة
- يوسف الجندي بدور المهدي
- عبد الغني الصناك بدور عزوز
- عبد الحق بلمجاهد بدور علي
- غيثة بن حيون بدور حنان
- سناء مبتسم بدور رقية
- أنس الباز بدور حسام
- طاهرة حميمش بدور ملاك
- خولة غيات بدور نرمين
- عدنان موحجة بدور المكي
- المهدي فولان بدور جلال
- بديعة الصنهاجي بدور حورية
- بنعيسى الجيراري بدور بنعيسى
- إلهام واعزيز بدور زهرة
- كوثر بودراجة بدور عبلة
- كوثر بامو بدور عليا
- رضا العلوي بدور حمزة

## انتقادات
أثار المسلسل ضجة على مواقع التواصل الاجتماعي، على اعتبار أنه يعالج قضايا جد حساسة، ممثلة في البيدوفيليا والإجهاض السري.
ورغم النجاح الذي حقّقه المسلسل، إلاّ أن بعض الأخطاء التقنية في السيناريو وفي الحبكة الإخراجية عرّضت العمل للانتقاد.

## وصلات خارجية
- سلمات أبو البنات على موقع IMDb (الإنجليزية)
- سلمات أبو البنات على موقع كينوبويسك (الروسية)